# Zotepin
Zotepin ist ein Arzneistoff, der zur Behandlung von Psychosen aus dem schizophrenen Formenkreis eingesetzt wird. Pharmakologisch gehört es zur Klasse der atypischen Neuroleptika, chemisch zählt es zu den  Dibenzepinen. Die Plasmahalbwertszeit von Zotepin beträgt beim Menschen ungefähr 12 Stunden.

## Indikation
Zotepin ist angezeigt zur Behandlung von Psychosen aus dem schizophrenen Formenkreis.

## Anwendung
Die Tagesdosis wird auf mehrere Einzelgaben verteilt. Bei Leberinsuffizienz, Niereninsuffizienz und älteren Patienten ist die Dosis entsprechend dem Krankheitsgrad zu reduzieren. Bei Patienten mit Epilepsie bzw. epileptoiden Anfällen in der Vorgeschichte sollte Zotepin, wie auch andere Neuroleptika, vorsichtig eingesetzt werden. Bei Verschlechterung der Epilepsie (Zunahme der Anfallhäufigkeit, Verstärkung der Anfallsschwere usw.) kann eine Dosisanpassung erforderlich sein.

## Kontraindikationen
Zotepin darf nicht angewendet werden bei einer Überempfindlichkeit gegenüber dem Wirkstoff oder gegen strukturähnliche Stoffe wie Neuroleptika vom Phenothiazin- und Thioxanthen-Typ. Auch bei akuten Vergiftungen mit Psychopharmaka, Alkohol oder Opiaten, einer Beeinträchtigung des blutbildenden (hämatopoetischen) Systems sowie in der Schwangerschaft und Stillzeit ist die Therapie mit Zotepin kontraindiziert. Infolge mangelnder therapeutischer Erfahrungen sind Kinder und Jugendliche unter 18 Jahren von der Behandlung mit Zotepin auszuschließen.

## Nebenwirkungen
Häufig treten Müdigkeit, gelegentlich Schwindel, Kopfschmerzen sowie Veränderungen im EEG auf. Bei entsprechend disponierten Patienten, können insbesondere nach höheren Dosen, epilepsieartige Anfälle vorkommen. Sehr selten entwickelt sich ein malignes neuroleptisches Syndrom (mit Fieber, Rigor, Akinese, vegetativer Entgleisung, Bewusstseinstrübung bis zum Koma).

## Handelsnamen
Zotepin war in Deutschland und Österreich unter dem Namen Nipolept im Handel erhältlich.
Zum 1. September 2010 stellte die Sanofi-Aventis GmbH den Vertrieb von Nipolept ein, da sie keinen Rohstoff mehr beziehen konnte, der den Qualitätsanforderungen gerecht wurde.